# Элизабет (Нью-Джерси)
Эли́забет (англ. Elizabeth) — город в американском штате Нью-Джерси, административный центр округа Юнион. Население — 137 298 (2020 год), четвёртый по численности населения город штата. В некоторых дореволюционных русскоязычных источниках описывается как Элизабес.

## История
Город был основан в 1664 году английскими колонистами и назван в честь жены сэра Джорджа Картерета (а не королевы Елизаветы I, как может показаться), одного из первых владельцев части территории между реками Гудзон и Делавэр, ранее называвшихся Новыми Нидерланлами и переименоваными в Нью-Джерси. Первоначально город назывался Элизабеттаун. Это первое англоязычное поселение в новой колонии и первая столица Нью-Джерси (ныне — Трентон). Во время войны за независимость Элизабет подвергался атакам британских войск, расквартированных на Манхэттене и Статен-Айленде, кульминацией которых стала битва при Спрингфилде, которая нанесла поражение британским попыткам захватить Нью-Джерси.
13 марта 1855 года Элизабеттаун был объединён с пригородом, получив современное название Элизабет. 19 марта 1857 года город стал частью недавно созданного округа Юнион.
Первым крупным индустриальным предприятием в городе стала компания «Зингер», производящая швейные машинки. В 1889 году Эндрю Рикер основал здесь своё предприятие электрических автомобилей. Кроме этого, с конца XIX века в доках Элизабет строились подводные лодки.

## География
По данным Бюро переписи населения США, город имеет общую площадь 13,66 квадратных миль (35,37 км 2), в том числе 12,32 квадратных миль (31,91 км 2) суши и 1,34 квадратных миль (3,46 км 2) водоемов (9,78 %).
Элизабет граничит на юго-западе с Линденом, на западе с Розелле и парком Розелле, на северо-западе с Юнион и Хиллсайд, на севере с Ньюарком. К востоку от города через залив Ньюарк находится Бейонн в округе Хадсон и Статен-Айленд, штат Нью-Йорк.
Границы Элизабет, Бейонн и Статен-Айленда сходятся в одной точке на острове Шутерс, из которых 7,5 акров (3,0 га) острова принадлежат Элизабет, хотя остров находится в ведении Департамента парков и отдыха Нью-Йорка.
Река Элизабет — протекает через город на протяжении 4,2 миль (6,8 км), а затем впадает в Артур Килл.